# Isabel Solsona i Duran
Isabel Solsona i Duran –també: Isabel Solsona de Riu– (Cervera, 18 d'abril de 1913 - Barcelona, 28 d'abril de 2011) fou una poetessa i traductora catalana.
Filla de Montserrat Duran i Sanpere i Felicià Solsona i Matz, Isabel Solsona inicià estudis de biblioteconomia i va aprendre idiomes. Va guanyar els Jocs Florals de Cervera quan només tenia 15 anys. Fou finalista del premi Ausiàs March (1959) i Carles Riba (1960). Isabel Solsona fou inclosa en l'antologia de poesia femenina catalana Les cinc branques (1975) i és autora dels Goigs a la Mare de Déu del Bon Consell.
Traduí del francès i de l’anglès per a Edicions 62 contes i assaigs de Pierre Teilhard de Chardin: El fenomen humà, que inaugurava la “Biblioteca Bàsica de Cultura Contemporània”, i L’himne de l’univers. I també obra de Louise Fatio i Elisabeth Rose.

## Obres
- Poemes de tardor (1985)
- Antologia (1989)